# Gouvernement Ayrault I
Ne doit pas être confondu avec Gouvernement Ayrault II.
Ve République
Fillon III Ayrault II
Le gouvernement Ayrault I est le gouvernement de la République française du 15 mai au 18 juin 2012. C'est le trente-cinquième gouvernement de la Cinquième République et le premier de la présidence de François Hollande.
Le gouvernement compte, outre le Premier ministre, trente-quatre membres et est le premier en France à respecter une stricte parité entre hommes et femmes.

## Nomination
Le 6 mai 2012, au second tour de l'élection présidentielle française de 2012, François Hollande est élu président de la République face au président sortant Nicolas Sarkozy.
Il prend ses fonctions le 15 mai 2012, à l'issue de l'investiture du président de la République française.  
Le Premier ministre est nommé par un décret du président de la République en date du 15 mai 2012.
Les autres membres sont nommés par un décret présidentiel en date du 16 mai 2012.
Les décrets d’attribution sont publiés le 24 mai. 

### Choix de ministres
Le président de la République hésite originellement entre Jean-Marc Ayrault et la maire de Lille, Martine Aubry, pour la fonction de Premier ministre. Il choisit finalement le premier, qui succède à François Fillon. Le chef du gouvernement est issu des rangs du Parti socialiste, ce qui n'avait pas été le cas depuis le gouvernement Lionel Jospin (1997-2002).
Le Président avait pensé puis mis de côté l'hypothèse de nommer Laurent Fabius, car il avait déjà été Premier ministre en 1984. Il avait également laissé tomber l'hypothèse Stéphane Le Foll, considéré comme trop brutal.
Le Président avait pensé à André Vallini pour le ministère de la Justice, mais, étant empêtré dans une affaire judiciaire avec l’une de ses anciennes assistantes, le Président choisit plutôt Christiane Taubira.
Seule Fleur Pellerin n'exerçait aucun mandat électif au moment de sa nomination. Parmi les autres, on compte :
- 22 députés : 13 ministres et 9 ministres délégués ;
- 4 députés européens : 2 ministres et 2 ministres délégués ;
- 1 sénatrice (Nicole Bricq) ;
- 8 conseillers régionaux : 5 ministres (dont 2 présidents de conseil régional) et 3 ministres délégués ;
- 5 conseillers généraux : 3 ministres (dont 2 présidents de conseil général) et 1 ministre délégué ;
- 3 ministres déléguées conseillères de Paris (dont 1 maire d'arrondissement et 1 adjointe au maire) ;
- 12 conseillers municipaux : 8 ministres (dont 4 maires, 2 présidents d'agglomération et 1 adjointe au maire) et 4 ministres délégués (tous maires).

Parmi les 35 membres du gouvernement, 5 ministres ont déjà exercé une responsabilité gouvernementale par le passé : Laurent Fabius (ancien Premier ministre de François Mitterrand de 1984 à 1986 et ancien ministre de l'Économie de Lionel Jospin de 2000 à 2002), Pierre Moscovici (ancien ministre délégué aux Affaires européennes de Lionel Jospin de 1997 à 2002), Michel Sapin (ancien ministre de l'Économie de Pierre Bérégovoy de 1992 à 1993 et ancien ministre de la Fonction publique et de la Réforme de l’État de Lionel Jospin de 2000 à 2002), Jean-Yves Le Drian (ancien secrétaire d'État à la Mer d'Édith Cresson de 1991 à 1992) et Marylise Lebranchu (ancienne secrétaire d'État aux PME, au Commerce, à l'Artisanat et à la Consommation sous le gouvernement Jospin de 1997 à 2000 puis garde des Sceaux de Lionel Jospin de 2000 à 2002).
La moyenne d'âge de l'ensemble du gouvernement à sa nomination est de 52 ans.
Parmi les ministres de plein exercice (le Premier ministre et les 18 ministres), la moyenne d'âge est de 54 ans. Laurent Fabius (65 ans) et Najat Vallaud-Belkacem (34 ans) sont respectivement doyen et benjamine des ministres de plein exercice, mais aussi de l'ensemble du gouvernement.
Pour les ministres délégués, la moyenne d'âge est de 50 ans. La doyenne est Michèle Delaunay (65 ans) et la benjamine Sylvia Pinel (34 ans).

### Féminisation du gouvernement
Pendant sa campagne présidentielle, François Hollande n'a voulu dévoiler aucune information sur le futur gouvernement, si ce n'est que la parité hommes-femmes serait respectée, ce qui est le cas sans prendre en compte le Premier ministre : 18 ministres, dont 9 hommes et 9 femmes, et 16 ministres délégués, dont 8 hommes et 8 femmes.
C'est la première fois dans l'Histoire de la République française, que la parité dans un gouvernement est respectée.

### Coalition
Le Premier ministre, 16 des 18 ministres et 13 des 16 ministres délégués sont des militants du Parti socialiste (PS). À ceux-ci s'ajoutent deux membres du Parti radical de gauche (PRG) (une ministre et une ministre déléguée), deux issus d'Europe Écologie Les Verts (EÉLV) (une ministre et un ministre délégué) et une seule personnalité provenant de la société civile.

## Organisation fonctionnelle
Organisation fonctionnelle du 16 mai au 18 juin 2012 (Affaires courantes du 18 au 21 juin 2012) :
Premier ministre
- Jean-Marc Ayrault, Premier ministre
- Alain Vidalies, ministre délégué auprès du Premier ministre, chargé des Relations avec le Parlement

Ministère des Affaires étrangères
- Laurent Fabius, ministre des Affaires étrangères
- Bernard Cazeneuve, ministre délégué auprès du ministre des Affaires étrangères, chargé des Affaires européennes
- Pascal Canfin, ministre délégué auprès du ministre des Affaires étrangères, chargé du Développement
- Yamina Benguigui, ministre déléguée auprès du ministre des Affaires étrangères, chargée des Français de l'étranger et de la Francophonie

Ministère de l'Éducation nationale
- Vincent Peillon, ministre de l'Éducation nationale
- George Pau-Langevin, ministre déléguée auprès du ministre de l'Éducation nationale, chargée de la Réussite éducative

Ministère de la Justice
- Christiane Taubira, garde des Sceaux, ministre de la Justice
- Delphine Batho, ministre déléguée auprès de la garde des Sceaux, ministre de la Justice

Ministère de l'Économie, des Finances et du Commerce extérieur
- Pierre Moscovici, ministre de l'Économie, des Finances et du Commerce extérieur
- Jérôme Cahuzac, ministre délégué auprès du ministre de l'Économie, des Finances et du Commerce extérieur, chargé du Budget
- Benoît Hamon, ministre délégué auprès du ministre de l'Économie, des Finances et du Commerce extérieur, chargé de l'Économie sociale et solidaire

Ministère des Affaires sociales et de la Santé
- Marisol Touraine, ministre des Affaires sociales et de la Santé
- Michèle Delaunay, ministre déléguée auprès de la ministre des Affaires sociales et de la Santé, chargée des Personnes âgées et de la Dépendance
- Dominique Bertinotti, ministre déléguée auprès de la ministre des Affaires sociales et de la Santé, chargée de la Famille
- Marie-Arlette Carlotti, ministre déléguée auprès de la ministre des Affaires sociales et de la Santé, chargée des Personnes handicapées

Ministère de l'Égalité des territoires et du Logement
- Cécile Duflot, ministre de l'Égalité des territoires et du Logement
- François Lamy, ministre délégué auprès de la ministre de l'Égalité des territoires et du Logement, chargé de la Ville

Ministère de l'Intérieur
- Manuel Valls, ministre de l'Intérieur

Ministère de l'Écologie, du Développement durable et de l'Énergie
- Nicole Bricq, ministre de l'Écologie, du Développement durable et de l'Énergie
- Frédéric Cuvillier, ministre délégué auprès de la ministre de l'Écologie, du Développement durable et de l'Énergie, chargé des Transports et de l'Économie maritime

Ministère du Redressement productif
- Arnaud Montebourg, ministre du Redressement productif
- Sylvia Pinel, ministre déléguée auprès du ministre du Redressement productif, chargée de l'Artisanat, du Commerce et du Tourisme
- Fleur Pellerin, ministre déléguée auprès du ministre du Redressement productif, chargée des Petites et Moyennes Entreprises, de l'Innovation et de l'Économie numérique

Ministère du Travail, de l'Emploi, de la Formation professionnelle et du Dialogue social
- Michel Sapin, ministre du Travail, de l'Emploi, de la Formation professionnelle et du Dialogue social

Ministère de la Défense
- Jean-Yves Le Drian, ministre de la Défense
- Kader Arif, ministre délégué auprès du ministre de la Défense, chargé des Anciens combattants

Ministère de la Culture et de la Communication
- Aurélie Filippetti, ministre de la Culture et de la Communication

Ministère de l'Enseignement supérieur et de la Recherche
- Geneviève Fioraso, ministre de l'Enseignement supérieur et de la Recherche

Ministère des Droits des femmes
- Najat Vallaud-Belkacem, ministre des Droits des femmes, porte-parole du Gouvernement

Ministère de l'Agriculture et de l'Agroalimentaire
- Stéphane Le Foll, ministre de l'Agriculture et de l'Agroalimentaire

Ministère de la Réforme de l'État, de la Décentralisation et de la Fonction publique
- Marylise Lebranchu, ministre de la Réforme de l'État, de la Décentralisation et de la Fonction publique

Ministère des Outre-mer
- Victorin Lurel, ministre des Outre-mer

Ministère des Sports, de la Jeunesse, de l'Éducation populaire et de la Vie associative
- Valérie Fourneyron, ministre des Sports, de la Jeunesse, de l'Éducation populaire et de la Vie associative

## Composition du gouvernement

### Premier ministre
| Portrait | Fonction         |  | Nom               | Parti |
| -------- | ---------------- |  | ----------------- | ----- |
|          | Premier ministre |  | Jean-Marc Ayrault | PS    |

### Ministres
| Portrait | Fonction                                                                                |  | Nom                    | Parti   |
| -------- | --------------------------------------------------------------------------------------- |  | ---------------------- | ------- |
|          | Ministre des Affaires étrangères                                                        |  | Laurent Fabius         | PS      |
|          | Ministre de l'Éducation nationale                                                       |  | Vincent Peillon        | PS      |
|          | Garde des Sceaux, ministre de la Justice                                                |  | Christiane Taubira     | Walwari |
|          | Ministre de l'Économie, des Finances et du Commerce extérieur                           |  | Pierre Moscovici       | PS      |
|          | Ministre des Affaires sociales et de la Santé                                           |  | Marisol Touraine       | PS      |
|          | Ministre de l'Égalité des territoires et du Logement                                    |  | Cécile Duflot          | EÉLV    |
|          | Ministre de l'Intérieur                                                                 |  | Manuel Valls           | PS      |
|          | Ministre de l'Écologie, du Développement durable et de l'Énergie                        |  | Nicole Bricq           | PS      |
|          | Ministre du Redressement productif                                                      |  | Arnaud Montebourg      | PS      |
|          | Ministre du Travail, de l'Emploi, de la Formation professionnelle et du Dialogue social |  | Michel Sapin           | PS      |
|          | Ministre de la Défense                                                                  |  | Jean-Yves Le Drian     | PS      |
|          | Ministre de la Culture et de la Communication                                           |  | Aurélie Filippetti     | PS      |
|          | Ministre de l'Enseignement supérieur et de la Recherche                                 |  | Geneviève Fioraso      | PS      |
|          | Ministre des Droits des femmes, porte-parole du gouvernement                            |  | Najat Vallaud-Belkacem | PS      |
|          | Ministre de l'Agriculture et de l'Agroalimentaire                                       |  | Stéphane Le Foll       | PS      |
|          | Ministre de la Réforme de l'État, de la Décentralisation et de la Fonction publique     |  | Marylise Lebranchu     | PS      |
|          | Ministre des Outre-mer                                                                  |  | Victorin Lurel         | PS      |
|          | Ministre des Sports, de la Jeunesse, de l'Éducation populaire et de la Vie associative  |  | Valérie Fourneyron     | PS      |

### Ministres délégués
| Portrait | Fonction                                                                                        | Ministre de rattachement                                         |  | Nom                    | Parti |
| -------- | ----------------------------------------------------------------------------------------------- | ---------------------------------------------------------------- |  | ---------------------- | ----- |
|          | Ministre délégué au Budget                                                                      | Ministère de l'Économie, des Finances et du Commerce extérieur   |  | Jérôme Cahuzac         | PS    |
|          | Ministre déléguée à la Réussite éducative                                                       | Ministre de l'Éducation nationale                                |  | George Pau-Langevin    | PS    |
|          | Ministre délégué aux Relations avec le Parlement                                                | Premier ministre                                                 |  | Alain Vidalies         | PS    |
|          | Ministre déléguée                                                                               | Ministre de la Justice, garde des Sceaux                         |  | Delphine Batho         | PS    |
|          | Ministre délégué à la Ville                                                                     | Ministre de l'Égalité des territoires et du Logement             |  | François Lamy          | PS    |
|          | Ministre délégué aux Affaires européennes                                                       | Ministre des Affaires étrangères                                 |  | Bernard Cazeneuve      | PS    |
|          | Ministre déléguée aux Personnes âgées et à la Dépendance                                        | Ministre des Affaires sociales et de la Santé                    |  | Michèle Delaunay       | PS    |
|          | Ministre déléguée à l'Artisanat, au Commerce et au Tourisme                                     | Ministre du Redressement productif                               |  | Sylvia Pinel           | PRG   |
|          | Ministre délégué à l'Économie sociale et solidaire                                              | Ministère de l'Économie, des Finances et du Commerce extérieur   |  | Benoît Hamon           | PS    |
|          | Ministre déléguée à la Famille                                                                  | Ministre des Affaires sociales et de la Santé                    |  | Dominique Bertinotti   | PS    |
|          | Ministre déléguée aux Personnes handicapées                                                     | Ministre des Affaires sociales et de la Santé                    |  | Marie-Arlette Carlotti | PS    |
|          | Ministre délégué au Développement                                                               | Ministre des Affaires étrangères                                 |  | Pascal Canfin          | EÉLV  |
|          | Ministre déléguée aux Français de l'étranger et à la Francophonie                               | Ministre des Affaires étrangères                                 |  | Yamina Benguigui       | DVG   |
|          | Ministre délégué aux Transports et à l'Économie maritime                                        | Ministre de l'Écologie, du Développement durable et de l'Énergie |  | Frédéric Cuvillier     | PS    |
|          | Ministre déléguée aux Petites et Moyennes entreprises, à l'Innovation et à l'Économie numérique | Ministre du Redressement productif                               |  | Fleur Pellerin         | PS    |
|          | Ministre délégué aux Anciens combattants                                                        | Ministre de la Défense                                           |  | Kader Arif             | PS    |

### Composition politique
Le gouvernement Jean-Marc Ayrault I est composé principalement de personnalités venant du PS :
| Parti                      | Parti                      | Premier ministre | Ministres | Ministres délégués | Total |
| -------------------------- | -------------------------- | ---------------- | --------- | ------------------ | ----- |
| Répartition le 15 mai 2012 | Répartition le 15 mai 2012 | 1                | 20        | 18                 | 39    |
|                            | Parti socialiste           | 1                | 16        | 13                 | 30    |
|                            | Europe Écologie Les Verts  |                  | 1         | 1                  | 2     |
|                            | Parti radical de gauche    | 1                | 1         | 2                  |       |
|                            | Walwari                    | 1                |           | 1                  |       |
|                            | Divers gauche              |                  | 1         | 1                  |       |

## Actions
Lors du premier conseil des ministres, le 17 mai 2012, le président de la République française, le Premier ministre et les 34 ministres baissent leur traitement de 30 % ; c'était une promesse de campagne de François Hollande. Ils signent aussi une « charte de déontologie » qui leur interdit de cumuler, par exemple, un portefeuille ministériel avec un poste de maire ou de président de région. Ils doivent également « se garder de tout conflit d'intérêts ».
Les principales mesures du premier gouvernement Ayrault sont :
- Réduction de la rémunération du chef de l'État, du Premier ministre et des membres du gouvernement de 30 %.
- Signature d'une charte de déontologie et publication des déclarations d'intérêts par les membres du gouvernement, circulaire du Premier ministre étendant ces exigences aux membres des cabinets et plafonnant leurs effectifs.
- Augmentation de 25 % de l'allocation de rentrée scolaire dès la rentrée 2012.
- Abrogation de la circulaire dite « Guéant » sur les étudiants étrangers qui restreignait la liberté de travailler en France pour les étudiants étrangers.
- Retour à la retraite à 60 ans à taux plein pour ceux qui ont cotisé la totalité de leurs annuités.
- Limitation à 450 000 euros brut par an la rémunération maximale accordée aux patrons des entreprises publiques.
- Augmentation du SMIC au 1er juillet 2012 de 2 % soit 0,6 % hors inflation.

## Élections législatives et démission du Gouvernement
Vingt-cinq ministres sont candidats aux élections législatives qui ont lieu les 10 et 17 juin 2012. Jean-Marc Ayrault a annoncé que les ministres battus aux élections législatives quitteraient le gouvernement.  Cette pratique, inaugurée pour les élections de 2007, sera reconduite après celles de 2017 et 2022.
Les élections donnent au parti socialiste, à Europe Écologie Les Verts, aux divers gauche et au parti radical de gauche la majorité des sièges à l’Assemblée nationale.
À l'issue du vote, tous les ministres sont élus (six dès le premier tour, les autres lors du second).
Le 18 juin, le Président de la République met fin, sur la présentation de la démission du Gouvernement, aux fonctions de Jean-Marc Ayrault, Premier ministre, et des autres membres du Gouvernement, Jean-Marc Ayrault est immédiatement renommé Premier ministre, et le lendemain, son deuxième gouvernement est nommé.